# 타지마 오사무
타지마 오사무(일본어: 但馬オサム 1962년 ~ )은 일본의 작가이다. 혐한 정서를 부추기는 책들을 저술하는 것으로 알려져 있으며, 이와 관련된 발언으로 대한민국 언론에서 비판을 받은 바 있다.